# Departamento de Operações de Fronteira de Mato Grosso do Sul
O Departamento de Operações de Fronteira (DOF) é um órgão de segurança do Estado de Mato Grosso do Sul subordinado à Secretaria de Estado de Justiça e Segurança Pública (SEJUSP). Seu atual diretor é o Cel PM Ary Carlos Barbosa.

## História
Criado em 28 de maio de 1987, por meio da Resolução nº 119/87, o Grupo de Operações de Fronteira (GOF), com efetivo de 16 policiais, sendo 08 PMs e 08 PCs, subordinado a Secretaria de Estado de Justiça e Segurança Pública (SEJUSP), com a missão de realizar o policiamento na região da grande Dourados, combatendo os crimes de narcotráfico, furto/roubo de veículos, de cargas, roubo/furto em propriedades rurais, golpe do seguro etc.... 
No início, o GOF estava sediado na capital do Estado, porém, devido à distância da sua área de atuação, no ano de 1989, a sede do Grupo fora transferida para um imóvel alugado na cidade de Dourados/MS, com a missão de realizar o policiamento ostensivo itinerante na faixa de fronteira do Brasil com o Paraguai. 
Por conta dos bons resultados apresentados desde a sua criação, a comunidade da região, por intermédio da Sociedade dos Amigos da Liberdade, Vigilância e Esperança (S.A.L.V.E.), construiu, no ano de 1994, um prédio de 1.100 m², avaliado em R$ 750.000,00, e o cedeu ao Estado, em regime de comodato, para abrigar esta Unidade Policial. 
No dia 15 de janeiro de 1996, com a reestruturação da SEJUSP, por força do Decreto Estadual nº 8.431, o Grupo de Operações de Fronteira (GOF) passou a denominar-se Departamento de Operações de Fronteira (DOF). Em 21 de Maio de 1999, por força da Resolução nº 228, o DOF passou a policiar a fronteira com a Bolívia. 
No dia 28 de Dezembro de 2006, foi criada a Delegacia Especializada de Repressão aos Crimes de Fronteira – DEFRON, integrada ao Departamento de Operações de Fronteira, por meio do Decreto nº 12.218. 
Hoje, o DOF esta regido pelo Decreto Estadual nº 12.752, de 12 de maio de 2009, e Resolução SEJUSP MS nº 467, de 30 de Junho de 2009. 
O DOF atua em 51 (cinqüenta e um) municípios, com a presença mais efetiva na linha fronteiriça, em especial na área rural. Em caso de necessidade, e por determinação do Sr. Secretário de Estado de Justiça e Segurança Pública, o Departamento ainda atua em outros municípios sul-mato-grossenses.